# Зубов, Василий Алексеевич
Васи́лий Алексе́евич Зу́бов (1905, Расловка 1-я, Саратовская губерния — 1982, Москва, СССР) — член Военного совета 8-й армии, оборонявшей Ленинград, генерал-майор.

## Биография
Василий Алексеевич Зубов родился в 1905 году в с. Расловка-1 (ныне — в Гагаринском районе Саратовской области).
В 1927 поступил на службу в РККА. С 6 декабря 1942 по 9 мая 1945 член Военного совета 8-й армии Прибалтийского Особого военного округа. Из директивы Военного совета Ленинградского фронта (создан 23 августа 1941) Военному совету 8-й армии: 

«Роль вашей армии в обороне Ленинграда крайне велика и ответственна. Вы прикрываете побережье и береговую оборону, нависаете над коммуникациями противника и притянули на себя две—три пехотные дивизии, которые так необходимы противнику для борьбы непосредственно под Ленинградом».
С декабря 1954 до марта 1957 являлся начальником политического управления Прикарпатского военного округа.
Похоронен на Кунцевском кладбище Москвы.

### Звания
- полковой комиссар;
- генерал-майор (6 декабря 1942).

### Награды
- Орден Ленина;
- Орден Кутузова II степени;
- Два ордена Красного Знамени;
- Два ордена Красной Звезды;
- Медаль «За отвагу»;
- Медаль «За оборону Ленинграда»;
- Медаль «За победу над Германией в Великой Отечественной войне 1941—1945 гг.»[6].